# Amber Yobech
Amber Sikosang Yobech (ur. 27 stycznia 1991) – pływaczka z Palau. Reprezentantka Palau na Letnich Igrzyskach Olimpijskich 2008.
W Pekinie wystartowała na 50 m stylem dowolnym kobiet. Zajęła 3. miejsce w swojej rundzie eliminacyjnej, co w końcowej klasyfikacji uplasowało ją na 71. miejscu na 90 sklasyfikowanych zawodniczek.